# Palais Croisette
Le Palais Croisette, également nommé Palais des Festivals, est l'immeuble édifié en 1947 sur la Croisette, à Cannes, à l'emplacement du Cercle nautique, au 49-50 du boulevard, sur les plans de l'architecte cannois Maurice Gridaine, pour accueillir les manifestations du Festival du Cinéma jusqu'à la construction en 1983 du nouveau Palais des festivals et des congrès sur l'emplacement de l'ancien Casino municipal, à l'entrée de la Croisette. L'emplacement du Palais Croisette est occupé à partir de 1988 par l'hôtel Noga Hilton puis en 2007 par le Palais Stéphanie et depuis 2011 par le JW Marriott Cannes. 

## Historique
Cannes ayant été retenue parmi de nombreuses villes candidates, les premières sessions du Festival du Cinéma, celle, annulée, de 1939 et celle, la première à se tenir, de 1946, sont organisées au Casino municipal de Cannes dans l'attente de la démolition du Cercle nautique en 1947 pour laisser place au Palais Croisette.
Le Palais Croisette est édifié en quatre mois la même année, sur le même emplacement élargi, du 48 au 51 du boulevard de la Croisette, sur les plans de l'architecte cannois Maurice Gridaine et sous l'égide de la municipalité de Cannes et de son maire Charles Antoni et le docteur Raymond Picaud, pour accueillir les manifestations du Festival du Cinéma jusqu'à la construction, en 1983, du nouveau Palais des festivals et des congrès sur l'emplacement de l'ancien Casino municipal, à l'entrée de la Croisette, à proximité de la gare maritime et du Vieux-Port au pied du Suquet. 
Se déroulent ainsi au Palais Croisette les sessions du festival de 1947 à 1982, à l'exclusion des années 1948 et 1950 du fait d'une alternance qui avait été décidée avec la Mostra de Venise ou peut-être, pour 1948, du fait du non achèvement des travaux. Déjà en 1947, la bâche installée en guise de cabine de projection au-dessus de la tête du projectionniste s'était envolée avec le vent. Le Palais est de fait inauguré en 1949. Entre autres manifestations, les concours Eurovision de la chanson 1959 et 1961 se déroulent également au Palais Croisette. 
En 1968, l'architecte Olivier-Clément Cacoub ajoute une aile à l'arrière du Palais.
Sa démolition en 1988 attriste les amoureux du septième art.
L'emplacement du Cercle nautique, puis du Palais Croisette qui lui a succédé, est occupé à partir de 1988 par l'hôtel Noga Hilton puis en 2007 par le Palais Stéphanie et depuis 2011 par le JW Marriott Cannes.

## Architecture
Le Palais Croisette est un édifice de style éclectique à tendance moderniste, construit en béton armé, enduit, métal, verre, marbre et pierre de taille sur un plan rectangulaire tripartite avec axe de symétrie non traversant organisé autour de la grande salle de cinéma de 1 500 places que précède le vestibule largement vitré et plafonné de caissons. 
On accède à la salle en descendant deux volées de quelques marches vers le parterre. Le balcon de 500 places est accessible depuis le palier bordé de balustrades en retour de chaque côté du vestibule. On y monte par un ample escalier droit central en marbre rose de Provence, les « vingt marches aux étoiles », dont le départ est orné de dauphins sculptés. Les côtés de la salle s'ornent d'un claustra monumental de staff permettant un éclairage indirect. 
Les pièces des trois étages servent de salons, de salles de projection ou de cabines d'enregistrement et sont desservies par un ascenseur. Au premier étage de l'aile est, la salle Jean Cocteau contient 150 places. Au troisième étage, au-dessus du vestibule, s'étend la salle Gérard Philipe. Toutes deux ont un plafond de staff orné de motifs géométriques et de dispositifs d'éclairage indirect. Au sud-est, un escalier tournant en maçonnerie, avec garde-corps maçonné et main-courante en tube, conduit aux étages et à la terrasse de couverture aménagée pour des réceptions. 
La façade antérieure est ordonnancée, centrée sur le large avant-corps, vitré sur toute sa hauteur, du vestibule situé entre deux ailes de trois travées. 
En 1968, une aile est ajoutée au nord. Elle est habillée de murs-rideaux sombres, abritant deux étages de sous-sols avec des parkings et quatre étages de salles diverses.

## Protection du patrimoine
Le Cercle nautique s'insère, avec le Palais Croisette qui lui a succédé, dans l'ensemble du front de mer dit boulevard de la Croisette inscrit à l'inventaire général du patrimoine culturel au titre du recensement du patrimoine balnéaire de Cannes.